# Unterwalden (bateau)
Pour les articles homonymes, voir Unterwalden (homonymie).
L’Unterwalden est un bateau à aubes naviguant sur le lac des Quatre-Cantons, en Suisse. Il est exploité par la Schifffahrtsgesellschaft des Vierwaldstättersees en français : « compagnie maritime du lac des Quatre-Cantons ».

## Histoire
En 1899, la Dampfschiffgesellschaft des Vierwaldstättersees (actuellement la Schifffahrtsgesellschaft des Vierwaldstättersees) passe commande du bateau chez Escher Wyss à Zurich. Cette commande est faite au même moment que celle de l’Uri (passée chez Sulzer). En 1900, le moteur du bateau est présenté au public lors de l'Exposition universelle de Paris. Le lancement a lieu le 12 novembre 1901, il entre en service le 18 mai 1902.
Vers 1920, l’Unterwald a reçu une timonerie fermée. Lors une révision majeure en 1942, la capacité de charge admissible est passée de 850 à 900 personnes. Sa propulsion est convertie du charbon au pétrole en 1949. En 1961, il subit comme l’Uri des travaux pour lui permettre de passer sous l'AchereggBrücke et donc de rejoindre l'Alpnachersee. Ainsi sa timonerie, sa cheminée et ses mâts deviennent télescopiques.
Au cours des années 1960 et 1970, la compagnie maritime renouvelle sa flotte de navires. Ainsi en 1976 un navire moderne est lancé pour remplacer l'Unterwald. Il s'appelle aussi l’Unterwald (actuellement l’Europe). Il en résulte un mouvement de protestation de la part de la population lucernoise. Celle-ci réclame la préservation des vieux bateaux à vapeur. Une association est créée. Le bateau est désarmé en 1977, mais la compagnie décide en 1978 de le sauvegarder. En 1982, la rénovation du navire est décidée. Le bateau réalise un nouveau voyage inaugural en 1985 après cette rénovation.
À la suite de nouveaux travaux à la fin des années 2000 (débutés en 2008 et achevés au printemps 2011), il subit une importante révision et retrouve son design initial (de la période entre 1920 et 1961). Le montant des travaux s'élève à environ 10 millions de francs suisses. Avec ces travaux, l’Unterwalden retrouve une cheminée de l'apparence initiale, mais celle-ci reste rétractable pour lui permettre de passer sous l'AchereggBrücke. Sur le dessus du pont supérieur, un restaurant panoramique est construit.

## Utilisation
À la fin de la saison 2009, il avait parcouru 1 723 530 km.

## Classement
Le bateau est classé en tant que bien culturel suisse d'importance nationale.

### Sources
- (de) Cet article est partiellement ou en totalité issu de l’article de Wikipédia en allemand intitulé « Unterwalden (Schiff) » (voir la liste des auteurs).